# Juventus de Turín (femenino)
La Juventus de Turín (oficialmente «Juventus Football Club S.p.A.», del latín iuventūs, español juventud, AFI: juˈvɛntus), conocida simplemente como Juventus o con el nombre comercial de Juventus Women (AFI: juˈvɛntus wɪmɪn), es un club de fútbol femenino italiano, con sede en la ciudad de Turín, sección del club homónimo.
Fundado en 2017, participa en la Serie A, máxima categoría nacional en la que juega de forma ininterrumpida desde su debut en la temporada 2017-18. La Juventus cuenta con seis títulos del campeonato italiano, así como cuatro Copas de Italia y cuatro Supercopas.

## Historia
La sección femenina de la Juventus fue fundada el 1 de julio de 2017. Aunque en Turín han existido otros clubes con el mismo nombre, como los desaparecidos ACF Juventus y Real Juventus o la todavía existente Juventus Torino, que adoptaron el nombre «Juventus» y los colores blanco y negro,  estos no tuvieron ninguna relación con el equipo masculino.
La escuadra, coloquialmente conocida como Juventus Women, nació gracias a la posibilidad que ofreció la Federación Italiana de Fútbol a los clubes profesionales masculinos, de adquirir equipos aficionados femeninos: la Juventus que desde 2015 estuvo activa con su propio sector juvenil femenino, adquirió el título deportivo del Cuneo, formación que reveló la intención de retirarse de la actividad; lo que permitió que el recién fundado club bianconero pueda inscribirse directamente en la Serie A.
Bajo la dirección técnica inicial de Rita Guarino, entre 2017 y 2021 la Juventus emergió de inmediato como una de las principales realidades del panorama italiano gracias a cuatro títulos consecutivos — récord nacional — en sus primeros cuatro años de actividad; mientras tanto, en la temporada 2018-19 logró su primer doblete con el triunfo en la Copa de Italia y, con la posterior victoria de la Supercopa, en el espacio de dos años el equipo logró alzarse con todos los trofeos del fútbol femenino italiano.
Con la llegada de Joe Montemurro al banquillo, en la temporada 2021-22, la Juventus se ubicó por primera vez entre los mejores 16 clubes de Europa, alcanzando la clasificación para la fase de grupos de la Liga de Campeones Femenina.

## Símbolos

### Escudo
La sección adoptó el mismo escudo ya utilizado por el equipo masculino a partir de la temporada 2017-18, destinado a inaugurar una renovada identidad corporativa juventina, de hecho, un logo que se destaca claramente de la tradicional heráldica del fútbol europeo: se trata de un pictograma que reproduce una letra J mayúscula estilizada compuesta por líneas verticales blanquinegras que se curvan hasta dibujar y proyectar el borde de un escudo francés antiguo, 
explícitamente refiriéndose al scudetto, todo combinado con el nombre de la sociedad. Este logo fue rediseñado en la temporada 2021-22 con la eliminación de la marca denominativa.

### Himno
El himno oficial de la escuadra es Juve (storia di un grande amore) compuesto en el año 2007 para el equipo masculino por Alessandra Torre y Claudio Guidetti, e interpretado por Paolo Belli.

## Uniforme
- Uniforme titular: Camiseta compuesta por franjas verticales en colores alternados blancos y negros con el cuello y el borde de las mangas de color negro, pantaloneta blanca con franjas verticales blancas y negras a cada lado y calcetines blancos con franjas horizontales blancas y negras.
- Uniforme alternativo: Camiseta negra con el cuello y el borde de las mangas de color rosado, pantaloneta negra con franjas verticales negras y rosadas a cada lado y calcetines negros con franjas horizontales blancas y negras.
- Tercer uniforme: Camiseta amarilla con el cuello y el borde de las mangas de color azul, pantaloneta azul con franjas verticales azules y amarillas a cada lado y calcetines azules con franjas horizontales azules y amarillas.

## Infraestructura

### Estadio

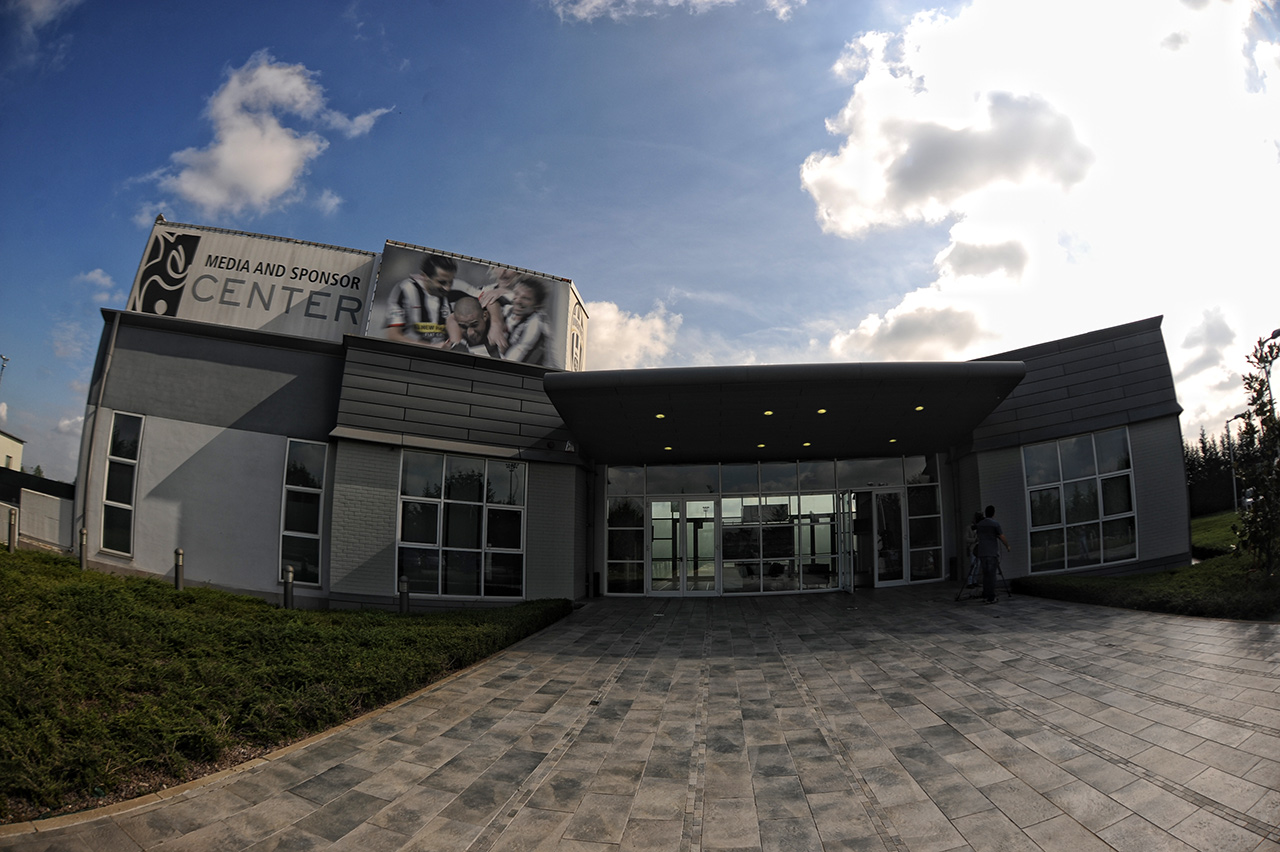
Juventus Center (JTC) de Vinovo.

La Juventus Women tiene como su estadio principal el «Campo Ale & Ricky» del Juventus Center (JTC) de Vinovo, aunque a partir de la temporada 2022-2023 el club ha rentado el Stadio Pozzo-La Marmora de la localidad Biella para aumentar la capacidad de espectadores (de 498 a más de 5000) dado el creciente número de fans que vienen siguiendo los éxitos de las bianconeri año tras año.
Para los partidos de local en la Liga de Campeones Femenina de la UEFA ha contado con la disponibilidad del Estadio Silvio Piola de Novara (2018-19) y del Estadio Giuseppe Moccagatta de Alessandria (2019-); además, con motivo de partidos nacionales e internacionales, si es necesario, cuenta con la instalación del primer equipo masculino, el Allianz Stadium.

### Centro de entrenamiento
En su primera temporada de actividad, el equipo realizó sus sesiones de entrenamiento en el Sisport de Turín. Desde el verano de 2018 utiliza las instalaciones del JTC de Vinovo.

## Afición
Desde la temporada de debut del equipo nació un primer grupo organizado de aficionados, reunidos bajo el nombre de Juventus Women Supporters (JWS). A partir de una división dentro de JWS, se formó un segundo grupo en noviembre de 2018, Dominio Bianconero, con la intención de superar las fronteras territoriales y seguir al equipo de la Juventus tanto en casa como fuera.

### Amistades y rivalidades
Replicando lo que ya había sucedido en la curva bianconera masculina, Dominio Bianconero estableció un hermanamiento, el primero y hasta ahora único en la historia de la Juventus Women, con el grupo Vlaggenteam del ADO Den Haag de los Países Bajos.
La rivalidad por elección del equipo turinés, al menos a nivel mediático, es con la Fiorentina, además tomado del lado masculino, por un dualismo que pronto se convirtió en un «clásico» del fútbol femenino italiano de principios del siglo XXI.

## Historial en la Liga de Campeones
| Temporada | Ronda                  | Club              | Casa  | Fuera | Resultado |
| --------- | ---------------------- | ----------------- | ----- | ----- | --------- |
| 2018–19   | Dieciseisavos de final | Brøndby           | 2–2 1 | 0–1   | 2–3       |
| 2019–20   | Dieciseisavos de final | Barcelona         | 0–21  | 1–2   | 1–4       |
| 2020-21   | Dieciseisavos de final | Olympique de Lyon | 2–3 1 | 0–3   | 2–6       |
| 2021–22   | Ronda 1                | Kamenica Sasa     | 12–0  | 12–0  | 12–0      |
| 2021–22   | Ronda 1                | SKN St. Pölten    | 4–1   | 4–1   | 4–1       |
| 2021–22   | Ronda 2                | Vllaznia          | 1–0   | 2–01  | 3–0       |
| 2021–22   | Grupo A                | Servette          | 4–0   | 3–01  | 2º        |
| 2021–22   | Grupo A                | Chelsea           | 1–21  | 0–0   | 2º        |
| 2021–22   | Grupo A                | VfL Wolfsburgo    | 2–2   | 2–01  | 2º        |
| 2021–22   | Cuartos de final       | Olympique de Lyon | 2–1 1 | 1–3   | 3–4       |
| 2022-23   | Ronda 1                | Kiryat Gat        | 3–1   | 3–1   | 3–1       |
| 2022-23   | Ronda 2                | HB Køge           | 2–0   | 1–1 1 | 3–1       |
| 2022-23   | Fase de grupos         | Zürich            |       | 2–0 1 |           |
| 2022-23   | Fase de grupos         | Olympique de Lyon | 1–1 1 |       |           |
| 2022-23   | Fase de grupos         | Arsenal           | 1–1 1 | 0–1   | 1–2       |

1 Partidos de ida.

## Palmarés

### Torneos nacionales
| Competición                 | Títulos                                               | Subcampeonatos   |
| --------------------------- | ----------------------------------------------------- | ---------------- |
| Campeonato de Serie A (6/2) | 2017-18, 2018-19, 2019-20, 2020-21, 2021-22, 2024-25. | 2022-23, 2023-24 |
| Copa Italia (4/0)           | 2018-19, 2021-22, 2022-23, 2024-25.                   |                  |
| Supercopa de Italia (4/2)   | 2019, 2020, 2021, 2023.                               | 2018, 2022.      |